# Stockholmer Appell

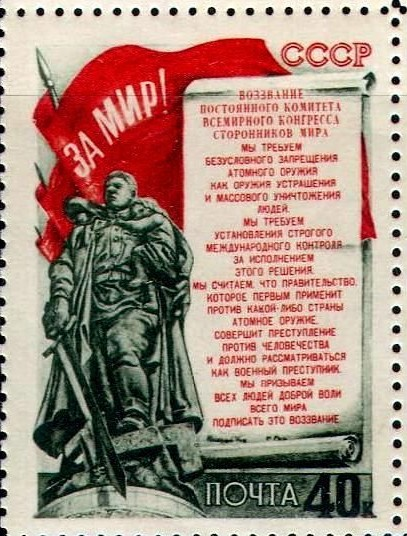
Sowjetische Briefmarke von 1951 mit dem vollständigen Text des Appells. Auf der roten Fahne steht: Für den Frieden!

Der Stockholmer Appell vom 19. März 1950 war ein Aufruf zur Ächtung der Atombombe und speziell zur Verurteilung des Ersteinsatzes von Atomwaffen. Er ging aus vom Ständigen Komitee des Weltkongresses der Kämpfer für den Frieden (dem späteren Weltfriedensrat), einer Organisation von kommunistischen und pazifistischen Intellektuellen, die von der Sowjetunion und den großen kommunistischen Parteien unterstützt wurde. Der Appell wurde bei der Stockholmer Tagung dieses Gremiums beschlossen und erhielt daher seinen gängigen Namen. Frédéric Joliot-Curie, Vorsitzender des Präsidiums des Komitees, Nobelpreisträger für Chemie 1935, Hochkommissar des französischen Commissariat à l’énergie atomique (CEA) und Mitglied der Kommunistischen Partei Frankreichs, leistete die erste Unterschrift.
Dies war der Startschuss zu einer weltweiten, sehr intensiv betriebenen Unterschriftenkampagne in den folgenden Monaten. Nach Angaben des Weltfriedensrats signierten den Stockholmer Appell über 500 Millionen Menschen; vier Fünftel der Unterschriften stammten allerdings aus der Sowjetunion, der Volksrepublik China und von diesen abhängigen Staaten. Doch auch in einigen westlichen Ländern kam es zu einer erheblichen Mobilisierung, insbesondere in Frankreich und Italien. Die kaum überprüfbaren Zahlenangaben des Weltfriedensrats sind vielfach relativiert worden, doch besteht Einigkeit, dass der Appell eine sehr große weltweite Öffentlichkeitswirkung erzielte und weit über die Anhängerschaft der kommunistischen Parteien hinaus unterstützt wurde. Zugleich hatten Unterstützer und Unterzeichner des Appells in vielen Ländern mit Pressionen von Seiten staatlicher, kirchlicher und anderer Akteure zu rechnen. Im Zeichen des Kalten Krieges galt der Aufruf vielen als kommunistischer Infiltrationsversuch unter dem Deckmantel des populären Friedensthemas.

## Der Text
Der Aufruf wurde am letzten Tag der Stockholmer Tagung des „Ständigen Komitees“, dem 19. März 1950, in französischer Sprache vorgetragen. Joliot-Curie baute den Text in seine Rede ein, Pierre Cot, Völkerrechtler, französischer Luftfahrtminister in den 1930er Jahren und Abgeordneter für die Savoie in der französischen Nationalversammlung, stellte ihn den Delegierten vor. In der offiziellen deutschen Übersetzung lautet er:
„Wir fordern das absolute Verbot der Atomwaffe als einer Waffe des Schreckens und der Massenvernichtung der Bevölkerung.
Wir fordern die Errichtung einer strengen internationalen Kontrolle, um die Durchführung des Verbotes zu sichern.
Wir sind der Ansicht, daß die Regierung, die als erste die Atomwaffe gegen irgendein Land benutzt, ein Verbrechen gegen die Menschheit begeht und als Kriegsverbrecher zu behandeln ist.
Wir rufen alle Menschen der Welt, die guten Willens sind, auf, diesen Appell zu unterzeichnen.“

### Das Thema: Die Atombombe
Der Text wies einige Merkmale auf, die für die ungewöhnlich starke Rezeption prägend waren. Zunächst war er mit vier Sätzen sehr kurz: „Es war wohl der kürzeste [Text], den wir je annahmen“, erinnerte sich Ilja Ehrenburg, der gleichfalls Mitglied des Präsidiums war, in seinen Memoiren. Diese Kürze, die ihn für einen millionenfach zu verteilenden Aufruf sehr geeignet machte, wurde durch die Konzentration auf ein einziges Thema möglich: die Atombombe.
So verzichtet der Appell nicht nur auf eine Verurteilung des Krieges, selbst das Wort „Frieden“ wird nicht im Text erwähnt – durchaus im Kontrast zu anderen Aufrufen des Weltfriedensrats. Frieden hatte sich in den Diskursen des Kalten Krieges bereits als Chiffre für die sowjetische Seite etabliert, während Freiheit für den Westen und besonders die USA stand; diese Stereotype bediente der Text als solcher nicht – in der Rezeption kamen sie allerdings sehr stark zur Geltung. Er verlangte keine Stellungnahme zu der sich entwickelnden Blockkonfrontation und auch keine prinzipielle Kriegsgegnerschaft, sondern ausschließlich ein Bekenntnis gegen die atomare Rüstung.
Dieses Thema war sehr aktuell. Gerade sechs Wochen vor Beginn des Kongresses, am 31. Januar 1950, hatte der amerikanische Präsident Harry S. Truman sein Programm zur Entwicklung der Wasserstoffbombe öffentlich verkündet. Die USA setzten damit, nachdem die Sowjetunion 1949 ihr Atombombenmonopol durchbrochen hatte, weiterhin auf atomare Aufrüstung. Einige Atomphysiker, die an der Entwicklung der amerikanischen Bombe beteiligt gewesen waren und nach wie vor wichtige Positionen in der amerikanischen Kernforschung einnahmen, kritisierten diese Entscheidung heftig, unter anderem Robert Oppenheimer, Robert Bacher, Enrico Fermi und Isidor Isaac Rabi. Albert Einstein erklärte am 13. Februar 1950, das Verschwinden des Lebens von der Erde werde nun zur technischen Möglichkeit. Der Stockholmer Appell zielte nicht zuletzt darauf, in diese Auseinandersetzungen einzugreifen. Frédéric Joliot-Curie selbst war zu diesem Zeitpunkt noch Hochkommissar der französischen Atomenergiekommission und konnte so sein fachliches Ansehen und seine internationalen wissenschaftlichen Beziehungen in die Waagschale werfen.

### Die Forderungen
Die in den beiden ersten Sätzen formulierten „Forderungen“ beziehen sich auf die erste Resolution, die die Generalversammlung der Vereinten Nationen am 24. Januar 1946 angenommen hatte. Inhalt war die Einrichtung einer Atomenergie-Kommission, die sich unter anderem mit der „Eliminierung von Atomwaffen und allen anderen größeren Waffen, die zur Massenvernichtung verwendbar sind, aus den nationalen Rüstungen“ befassen sollte. Nicht nur der Terminus der Massenvernichtungswaffe, sondern auch der Begriff der „Kontrolle“ geht direkt auf diese Resolution zurück.
Im Rahmen dieser UN-Kommission hatten die USA im Juni 1946 den Baruch-Plan vorgelegt. Darin boten sie an, alle Atomwaffen einer neu zu schaffenden internationalen Behörde zu übergeben – allerdings erst, nachdem diese das Recht zur unangemeldeten Inspektion sämtlicher Atomanlagen in allen Staaten sowie – unter Ausschluss des Vetorechts – zur „automatischen Bestrafung“ von vertragsverletzenden Staaten erhalten hätte. Die Sowjetunion hatte diesen Plan hauptsächlich aus zwei Gründen abgelehnt: Sie befürchtete, dass dies zur Verewigung des amerikanischen Atomwaffenmonopols führen würde, da das amerikanische Know-how erhalten bliebe, die Sowjetunion aber unter diesen Bedingungen keine Chance hätte, selbst Atomwaffen zu entwickeln; zudem hätte sie aufgrund ihrer Isolierung in den Vereinten Nationen nur geringe Einflusschancen auf diese Behörde gehabt. Die von Andrej Gromyko vorgestellten Gegenvorschläge der Sowjetunion liefen auf eine Umkehrung der Reihenfolge hinaus: zuerst eine internationale Konvention zum „Verbot der Atomwaffe“ nebst Zerstörung der Arsenale, dann Inspektionen durch eine UN-Behörde zur Kontrolle des Verbots. Es kam zu keiner Einigung, so dass die Verhandlungen in eine Sackgasse gerieten und schließlich unbestimmt vertagt wurden.
Der Stockholmer Appell nahm, in eher allgemeinen, vagen Formulierungen, also nicht nur den einvernehmlich verabschiedeten Resolutionstext der UN auf, sondern auch die sowjetische Verhandlungsposition. Insbesondere die Formel des „Verbots der Atomwaffe“, aber auch die Reihenfolge der beiden Forderungen stand mit dem sowjetischen Standpunkt im Einklang. Der Appelltext konkretisierte freilich weder die heftig umstrittene Frage der Kontrollmaßnahmen noch einzelne Umsetzungsschritte. Entsprechend seinem Charakter als kurzer, an die Weltöffentlichkeit gerichteter Aufruf ließ er diese Punkte offen.

### Die Verurteilung des atomaren Erstschlags
Mehr Zündstoff bot der dritte und längste Satz des Appells, der nicht in die Form einer Forderung gekleidet war, sondern als politisch-moralisches Urteil (im Original: „nous considérons“) daherkam. Die Verurteilung eines atomaren Erstschlags richtete sich eindeutig gegen die USA, die einzige Macht, die atomare Waffen bereits eingesetzt hatte, zur atomaren Kriegsführung imstande war und bereits während des amerikanischen Atombombenmonopols eine Reihe von Plänen entwickelt hatte, die im Kriegsfall nukleare Angriffe gegen zahlreiche größere Städte der Sowjetunion vorsahen. Die amerikanische Militärstrategie ging von einer großen konventionellen Überlegenheit der Sowjetunion in Europa aus, der im Falle eines sowjetischen Angriffs mit Atomwaffen begegnet werden sollte. Der Appell verurteilte damit eine Strategie der im Vorjahr (April 1949) gegründeten NATO, die noch lange nach 1950 galt – selbst im Dezember 1998, also Jahre nach dem Ende der Sowjetunion, drang der damalige deutsche Außenminister Joschka Fischer mit seinem Vorschlag nicht durch, den Ersteinsatz von Kernwaffen aus der NATO-Strategie zu streichen.
Auch in diesem Punkt bezog sich der Stockholmer Appell auf eine einvernehmliche Vereinbarung aus der unmittelbaren Nachkriegszeit, nämlich das Londoner Statut vom 8. August 1945, die Grundlage der Nürnberger Prozesse. Insbesondere der Begriff der Verbrechen gegen die Menschheit war dort erstmals definiert worden; auch für den Tatbestand des Kriegsverbrechens war in London eine neue Definition gefunden worden. Der Text des Appells rückte damit den Ersteinsatz von Atomwaffen in die Nähe der in Nürnberg verhandelten Verbrechen des nationalsozialistischen Deutschen Reichs.
Hier wirkte sich die Beschränkung des Appells auf die Ächtung der Atombombe besonders deutlich aus, denn zu einem denkbaren Angriff mit konventionellen Waffen äußerte er sich nicht. Dies wurde wenige Monate später im Koreakrieg akut: Das amerikanische Mitglied des Präsidiums des Ständigen Komitees, O. John Rogge, forderte im August 1950 eine entsprechende Ergänzung des Aufrufs; er hatte keinen Erfolg damit und wurde später nicht in den neuen Weltfriedensrat gewählt. Die Reaktionen von westlicher Seite waren heftig: So sprach das amerikanische Komitee für unamerikanische Umtriebe geradezu von einem „nationalen Selbstmord“, den der Appell von den USA verlange. Festzuhalten bleibt allerdings, dass der Stockholmer Appell den konventionellen Krieg nicht rechtfertigte; er beschränkte sich darauf, die Entfesselung eines Atomkriegs zu brandmarken.

### Adressaten und Aktivitäten
Die ersten drei Sätze des Appells richteten sich an überstaatliche Institutionen. Ganz anders hingegen der Schlusssatz, der eine sehr breite Unterstützerschaft ins Auge fasste. Mit einer Anspielung auf einen Vers aus dem Lukas-Evangelium, der auch im Text der katholischen Messe vorkommt (vgl. Lk 2,14 , im Messtext noch ähnlicher: „et in terra pax hominibus bonae voluntatis“, also: „und Friede auf Erden den Menschen guten Willens“) und daher gerade in christlichen Kreisen sehr vertraut geklungen haben dürfte, zielte der Appell auf alle Menschen „guten Willens“, also weit über die kommunistischen Parteien und die Arbeiterbewegung hinaus.
Die Handlung, zu der der Aufruf dieses große weltweite Publikum aufforderte, bestand ausschließlich im Unterzeichnen des Appells bzw. im Sammeln von solchen Unterschriften. Dies war keineswegs eine Selbstverständlichkeit. Im vorausgegangenen halben Jahr hatten unter anderem die Kommunistische Partei Frankreichs und das Journal des Kominform massiv zu „praktischen Aktionen“ aufgerufen, vor allem zu Streiks der Hafenarbeiter und Eisenbahnarbeiter gegen amerikanische Waffentransporte, aber auch zur Weigerung von Wissenschaftlern, an der Entwicklung von Atomwaffen teilzunehmen. Auch bei der Stockholmer Tagung des Ständigen Komitees wurden solche Aktionen noch, etwa von Louis Saillant, dem Generalsekretär des Weltgewerkschaftsbunds, als „beste Form der Friedenspropaganda überhaupt“ gefeiert. Doch im Stockholmer Appell selbst fanden diese Aktionsformen keinerlei Erwähnung mehr, obwohl das im Tagungsverlauf gefordert worden war. Nach Rüdiger Schlaga war dies vor allem auf Ilja Ehrenburgs Betreiben zurückzuführen, der eine ausschließliche Konzentration auf das Verbot der Atombombe verlangte.
Aus historischer Distanz ist der Text des Stockholmer Appells mehrfach als „relativ harmlos“ („relatively innocuous“), ja als „völlig unpolitisch“ („parfaitement apolitique“) bezeichnet worden. Die Beschränkung auf eine strikt legale und „vergleichsweise banale“ Aktionsform ermöglichte erst die Massenzustimmung, bedeutete aber zugleich, dass der Appell auf ein Bekenntnis reduziert wurde. Er verzichtete darauf, Wege zur Durch- und Umsetzung der Forderungen anzugeben – jenseits der Unterschriftenleistung und -sammlung. So konnte etwa das amerikanische Friedenskomitee seine Werbeflugblätter mit der Zeichnung einer schreibenden Hand und der Überschrift „Your hand can stop atomic war – Sign for peace!“ ausstatten.

### Der Name
Der Appell trug ursprünglich keine Überschrift und wurde unterschiedlich bezeichnet. So gab ihm das amerikanische Friedenskomitee den Titel „World Peace Appeal“, in anderen Fällen wurde die zeremonielle Benennung „Aufruf des Ständigen Komitees des Weltkongresses der Kämpfer für den Frieden“ gewählt (etwa auf einer sowjetischen Briefmarke). Bald bürgerte sich aber die Kurzbezeichnung „Stockholmer Appell“ ein, die den Vorteil der Neutralität hatte: Das bereits stark beanspruchte Wort Frieden war nicht nötig, und die Benennung nach der Hauptstadt eines neutralen Staates kam der Absicht zugute, ein sehr breites Publikum zu erreichen, an das man nicht von vornherein weltanschauliche Ansprüche stellen konnte.
Tage Erlander, der sozialdemokratische schwedische Ministerpräsident, war allerdings davon nicht angetan. Die ZEIT zitierte ihn mit den Worten, es sei Schweden „unbehaglich zu wissen, dass die kommunistische Propaganda den Namen“ seiner Hauptstadt missbrauche. Solche Gedankengänge haben offenbar auch eine Rolle bei der Entscheidung der britischen Regierung gespielt, den im November 1950 zunächst für London, dann für Sheffield vorgesehenen Ersten Weltfriedenskongress zu verhindern: Man wollte unter anderem einen „Londoner Appell“ vermeiden.

## Der Träger: Das Ständige Komitee
Eingesetzt worden war das Ständige Komitee, der Träger des Appells, vom Weltkongress der Kämpfer für den Frieden, der vom 20. bis zum 25. April 1949 in Paris und Prag tagte. Es sollte einen weiteren Kongress vorbereiten und bis zu diesem Zeitpunkt regelmäßige Treffen veranstalten. In dem Kongress von 1949 flossen drei Strömungen zusammen, die voneinander allerdings nicht unabhängig waren: der Weltkongress der Intellektuellen zur Verteidigung des Friedens, der auf eine Initiative aus der kommunistischen Polnischen Arbeiterpartei zurückging; die Combattants de la Liberté, eine von Yves Farge geleitete französische Organisation, die die Ziele und Ideale der Résistance in der Nachkriegszeit fortführen wollte; und nicht zuletzt die im Kommunistischen Informationsbüro (Kominform) koordinierte Tätigkeit der kommunistischen Parteien.

### Die Wurzeln der „Kämpfer für den Frieden“
Der Weltkongress der Intellektuellen zur Verteidigung des Friedens, der im August 1948 in Wrocław stattfand, war von Jerzy Borejsza, dem Direktor der polnischen Verlagskooperative, als Brückenschlag zwischen den Geistesschaffenden in Ost und West und als „Atombombe für den Frieden“ konzipiert worden. Neben zahlreichen Delegierten aus der Sowjetunion, Osteuropa und westlichen kommunistischen Parteien war auch eine Reihe prominenter Nichtkommunisten geladen und gekommen, unter anderem Julian Huxley, Generaldirektor der UNESCO, der auch zum Präsidium des Kongresses gehörte, der englische Historiker Alan J. P. Taylor, der französische Philosoph Julien Benda und der Schweizer Schriftsteller Max Frisch. Eine aggressive Rede des sowjetischen Schriftstellers Alexander Alexandrowitsch Fadejew, der kein kommunistischer Redner entgegentrat, ließ die Veranstaltung aber beinahe platzen. Fadejew griff nicht nur die USA in den schärfsten Tönen an, sondern vor allem prominente westliche Schriftsteller, gerade solche des linken Lagers, denen er kulturelle Zersetzung und objektive Förderung der Kriegshetze vorhielt; er verglich „Henry Miller, Eliot, Malraux und die übrigen Sartres“ mit „Schakalen“ und „Hyänen“. Nur durch hektische Tätigkeit hinter den Kulissen konnte noch ein halbwegs erträglicher Abschluss der Tagung mit einer abgemilderten Schlusserklärung erreicht werden. Dabei wurde auch ein „Internationales Verbindungskomitee“ bestimmt. Es rief zusammen mit der Internationalen Demokratischen Frauenföderation zum Pariser Kongress der „Kämpfer für den Frieden“ auf.
Die Combattants de la liberté (Freiheitskämpfer) entstanden am 22. Februar 1948 auf Initiative zweier Résistance-Aktivisten: des parteilosen Ex-Sozialisten Yves Farge, der 1946 Minister für Versorgung gewesen war, und des Kommunisten Charles Tillon. Diese Sammlungsbewegung von Widerstandskämpfern gegen die deutsche Besatzung Frankreichs breitete sich schnell über das ganze Land aus und konnte am 27. November 1948 bereits einen nationalen Kongress (Assises nationales) mit 12.000 Delegierten und 6.000 Sympathisanten in Paris veranstalten. Eines ihrer wichtigsten Themen war der Kampf gegen jede Einbindung in ein westliches Militärbündnis, unter anderem mit einer Unterschriftensammlung für einen von Farge formulierten „Brief an Präsident Truman“ (April 1949, laut Farge mit einer Million Unterschriften) und einem „Friedensreferendum“ (2. Oktober 1949, fast 6,9 Millionen Stimmen). Der sukzessive Namenswechsel der Bewegung, zuerst zu Combattants de la liberté et la paix (Kämpfer für Freiheit und Frieden), dann zu Combattants de la paix et la liberté (Kämpfer für Frieden und Freiheit) und schließlich zum Mouvement de la paix (Friedensbewegung), zeigte eine zunehmende Hinwendung zu den Friedenskongressplänen und den wachsenden Einfluss kommunistischer Mitglieder an; die Combattants wurden schließlich zu Mitveranstaltern des Pariser Weltkongresses der Kämpfer für den Frieden, der sich das Volksfront-Konzept ihrer erfolgreichen und massenwirksamen Assises nationales von 1948 zum Vorbild nahm.
Die im 1947 gegründeten Kominform koordinierten kommunistischen Parteien hatten zunächst unter dem dominierenden Einfluss des KPdSU-Vertreters Andrei Alexandrowitsch Schdanow andere Prioritäten gesetzt, nämlich den Kampf gegen den Marshallplan, der bis 1948 die Politik der Parteien bestimmte. Schdanow hatte zwar seine Zustimmung zum Wrocławer Kongress 1948 gegeben, die Rede von Fadejew, die Schdanows Zwei-Lager-Theorie folgte, war aber dem Friedensthema keineswegs dienlich. Seit Ende 1948 und vor allem im Jahr 1949 war jedoch eine deutliche Neuorientierung erkennbar. Im Januar 1949 fasste das Politbüro der KPdSU einen von „demokratischen Organisationen“ ausgerichteten Weltkongress für den Frieden in Paris ins Auge. Im März 1949 wurde die Konfrontationspolitik der Streiks gegen den Marshallplan öffentlich verworfen, die Kommunistischen Parteien Frankreichs und Italiens übten Selbstkritik. Stattdessen verkündete das Kominform-Journal im April die Gewinnung der Menschen „aller sozialen Schichten und aller religiösen Überzeugungen“ zur Bekämpfung der Kriegsgefahr als Hauptaufgabe aller kommunistischen Parteien. Diese Schwerpunktsetzung hatte zur Folge, dass die großen kommunistischen Parteien mit ihren enormen Mitgliederressourcen in den Friedensinitiativen stark an Bedeutung gewannen.

### Der „Weltkongress der Kämpfer für den Frieden“ und sein Ständiges Komitee
Am 20. April 1949 trafen sich 1.784 Delegierte aus 72 Ländern in der Salle Pleyel in Paris zum Weltkongress der Kämpfer für den Frieden. Eine Reihe insbesondere osteuropäischer Delegierter erhielt vom französischen Staat keine Einreiseerlaubnis, so dass ein Parallelkongress der Abgewiesenen in Prag stattfand. Präsident des Kongresses war Frédéric Joliot-Curie, Pablo Picasso hatte eine Friedenstaube als Kongressemblem entworfen. In Paris fehlten, anders als 1948 in Wrocław, die großen Namen der Unabhängigen; der Kongress war sehr viel stärker von kommunistischen Delegierten geprägt. Doch auch prominente Nichtkommunisten nahmen in wichtigen Funktionen am Kongress teil, etwa der Leiter der amerikanischen Delegation, der schwarze Bürgerrechtler W. E. B. Du Bois, der amerikanische Rechtsanwalt O. John Rogge, Pierre Cot und Yves Farge, der französische Priester Jean Boulier, der britische Labour-Politiker Konni Zilliacus und der italienische Sozialist Pietro Nenni. Zahlenmäßig überwogen sehr deutlich die Teilnehmer aus Italien und Frankreich (zusammen fast 1.300 Personen).
Der antiamerikanische und prosowjetische Tenor des Kongressverlaufs war unüberhörbar, doch der Ton war gemäßigter als in Wrocław. Die nach einigen Kontroversen angenommene Schlusserklärung sprach sich für die Charta der Vereinten Nationen, ein Verbot der Atomwaffen, nationale Unabhängigkeit und freien Handel zwischen Ost und West, gegen neue Militärpakte (damit war insbesondere die NATO gemeint) sowie gegen eine Wiederaufrüstung Westdeutschlands und Japans aus. Beschlossen wurde zudem die Gründung von nationalen Friedenskomitees sowie die Einrichtung des Ständigen Komitees.
Dem Ständigen Komitee gehörten 133 Personen aus 49 Ländern und zwei Vertreter internationaler Organisationen an (einer Studenten- und einer Journalistenorganisation). Es verfügte über ein zwölfköpfiges Präsidium und ein Sekretariat in Paris. Vorsitzender des Präsidiums war Joliot-Curie, Generalsekretär der französische Kommunist Jean Lafitte. Prominente Mitglieder des Komitees waren unter anderem die Naturwissenschaftler Irène Joliot-Curie (Nobelpreisträgerin gemeinsam mit ihrem Mann Frédéric) und John Desmond Bernal; die Geisteswissenschaftler W. E. B. Du Bois, György Lukács, Jan Mukařovský und André Bonnard (ein Schweizer Gräzist); der Jurist O. John Rogge; die Künstler Pablo Picasso und Renato Guttuso; die Schriftsteller Louis Aragon, Ilja Ehrenburg, Anna Seghers, Jorge Amado, Pablo Neruda, Martin Andersen Nexø sowie der aus Wrocław bekannte Alexander Fadejew; die Kirchenmänner Jean Boulier, Arthur Wheelock Moulton (Bischof der amerikanischen Episkopalkirche), Hewlett Johnson (als „Roter Dean von Canterbury“ bekannt) sowie der Metropolit Nikolai von Krutizy und Kolomna; die Politiker Pierre Cot, Yves Farge, Konni Zilliacus, Pietro Nenni, Otto Nuschke, José Giral Pereira und Lázaro Cárdenas del Río.
Eine Reihe von Komiteemitgliedern hatte in der französischen Résistance gearbeitet und sich dadurch Ansehen erworben. Das gilt etwa für die beiden Joliot-Curies, Farge, Cot, aber auch für Emmanuel d’Astier de la Vigerie oder Alexander Abusch. Die Wahl von Ljubow Kosmodemjanskaja, der Mutter der berühmten sowjetischen Partisanin Soja Kosmodemjanskaja, dürfte aus ähnlichen Gründen erfolgt sein. Du Bois und der Sänger Paul Robeson waren als Mitglieder der amerikanischen Bürgerrechtsbewegung bekannt. Dazu kamen Funktionäre von kommunistischen Parteien und von Massenorganisationen, insbesondere gewerkschaftlicher Art, sowie einige Namen, die lediglich mit der Berufsbezeichnung „Arbeiter“, „Bauer“ oder „Bergwerksarbeiter“ versehen waren.

### Die Aktivitäten des Komitees
Die erste Sitzung des Ständigen Komitees fand vom 27. bis 31. Oktober 1949 in Rom statt. Zentrales Thema war der von den Kommunisten geforderte Ausschluss des jugoslawischen Friedenskomitees. Bereits ein Jahr zuvor hatte das Kominform den Bund der Kommunisten Jugoslawiens ausgeschlossen, weil dieser sich nicht dem in Moskau vorgegebenen Kurs unterwerfen wollte; nun sollte das Ständige Komitee nachziehen. Einige Mitglieder wollten diesen Beschluss nicht mittragen und reisten daher erst gar nicht an (so Aragon, Farge, Saillant, Boulier und Irène Joliot-Curie), die in Rom anwesenden Komiteemitglieder verfügten aber einmütig den Ausschluss der Jugoslawen, den Frédéric Joliot-Curie mit nationalsozialistischen Tendenzen in diesem Land begründete. In der Folge kritisierten Zilliacus, Rogge und der französische Résistance-Kämpfer Jean Cassou diesen Beschluss; Rogge versuchte im August 1950 eine Revision herbeizuführen, jedoch erfolglos. Die Jugoslawen ließen sich jedoch nicht davon abhalten, ein eigenes neues Friedenskomitee zu begründen, das nunmehr neben den USA Stalins Politik als ebenso gefährlich für den Weltfrieden angriff.
Bei derselben Sitzung verabschiedete das Komitee einen Appell an die gewählten Volksvertretungen aller Länder der Welt, die Regierungen zu Verhandlungslösungen, Abrüstung, „Ächtung und Vernichtung der Atomwaffe“ zu verpflichten und einen Friedenspakt der Großmächte im Rahmen der Vereinten Nationen zu unterstützen. Später stellte es prominent besetzte Delegationen zusammen, die diesen Appell den Parlamenten vorstellen sollten. In den USA gelang das nicht, weil der von Picasso angeführten zwölfköpfigen Delegation die Einreisevisa verweigert wurden. Die niederländische Delegation wurde gar verhaftet, verhört und in die Heimatländer abgeschoben. In Italien und Frankreich hingegen wurden die Delegierten von den Präsidien der Parlamente angehört, ohne dass mehr als „allgemein gehaltene Formulierungen“ dabei herausgesprungen wären. Der Oberste Sowjet empfing die Delegierten in festlichem Rahmen und schloss sich dem Appell an. Bei dieser Gelegenheit präsentierte Rogge dem sowjetischen Parlament freilich außerdem auf eigene Faust einen Friedensplan, der allgemeine Abrüstung und rigide Kontrollen vorsah; es ist nicht bekannt, was aus dieser Initiative wurde, sie dürfte kaum aufgegriffen worden sein.
Die Stockholmer Tagung des Komitees war ursprünglich für April 1950 vorgesehen, wurde jedoch wegen Trumans Ankündigung, die Entwicklung der Wasserstoffbombe voranzutreiben, um einen Monat vorverlegt. Die ca. 150 Teilnehmer trafen sich im Kellergeschoss eines Stockholmer Restaurants. Hier wurde der Stockholmer Appell von Frédéric Joliot-Curie und Pierre Cot vorgestellt, von den Komiteemitgliedern diskutiert und schließlich veröffentlicht. Als erster unterschrieb Joliot-Curie, danach sämtliche anderen Teilnehmer der Tagung.

## Die Entstehung des Stockholmer Appells
Die Endfassung des Stockholmer Appells mag erst auf der Stockholmer Tagung entstanden sein, der Text hat aber eine Vorgeschichte. Am 2. Dezember 1949 brachte eine interfraktionelle Gruppe einen Antrag in die Französische Nationalversammlung ein, der die französische Regierung aufforderte, bei den Vereinten Nationen eine internationale Konvention vorzuschlagen. Diese sollte „diejenigen für schuldig eines Verbrechens gegen die Menschheit erklären, die im Fall eines Ausbruchs von Feindseligkeiten als erste die Atomwaffe benutzen“. Die Berufung auf das Londoner Statut („Verbrechen gegen die Menschheit“) und die Verdammung des Ersteinsatzes von Atomwaffen, zwei zentrale Komponenten des späteren Appells, finden sich bereits hier. Die interfraktionelle Gruppe bestand aus prominenten Mitgliedern christdemokratischer (Mouvement républicain populaire), gaullistischer, radikalsozialistischer und anderer Zusammenschlüsse, sie enthielt kein Mitglied der kommunistischen Fraktion. Einige Wochen später, am 4. Januar 1950, veröffentlichte das Blatt der Combattants pour la paix et la liberté, Action, ein „Manifest“, das diese – in der Nationalversammlung erfolglose – Petition wieder aufnahm. Hier wurde das Verbot der Atombombe und der Massenvernichtungswaffen durch die Vereinten Nationen bereits in sehr ähnlichen Ausdrücken wie im endgültigen Appelltext gefordert.
Zwei Wochen später, am 17. Januar 1950, beriet das Politbüro der KPdSU in Moskau über die künftige Friedenspolitik. Hier wurde ein millionenfach zu unterschreibender Appell beschlossen, der teilweise bis ins sprachliche Detail dem Stockholmer Appell entspricht, allerdings mit einigen bemerkenswerten Differenzen: Es fehlte der Bezug auf die „Verbrechen gegen die Menschheit“ ebenso wie der Schlusssatz mit seinem Aufruf an „alle Menschen guten Willens“. Diesem Beschluss war ein Besuch des Präsidenten des Ständigen Komitees, Frédéric Joliot-Curie, in Moskau vorausgegangen (im November 1949), über dessen genauen Ablauf nichts bekannt ist.
Aus dieser Vorgeschichte werden unterschiedliche Schlüsse gezogen. So geht Yves Santamaria davon aus, dass es für die nationalen Friedenskomitees kaum Spielräume für eigene Initiativen gegeben habe und der Text weitgehend die „atomare Neuzentrierung“ der sowjetischen Außenpolitik abbilde. Michel Pinault hingegen vertritt die These, dass der Appell im Wesentlichen in verschiedenen französischen Zirkeln der Linken entstanden sei und entsprechend eine Mischung christlicher, humanistischer, sozialistischer und kommunistischer Einflüsse spiegele, die lediglich nachträglich von Moskau abgesegnet worden sei.

## Kommunistisch gelenkt? Bewertungen
Der Einfluss der kommunistischen Parteien im Ständigen Komitee war unzweifelhaft groß. Über die Frage, in welche Richtung der Einfluss der Kommunisten wirkte und inwieweit die gesamten Komiteeaktivitäten inklusive des Stockholmer Appells kommunistisch gelenkt waren, gibt es jedoch Kontroversen.

## Stand der Forschung
Die einzige umfassende Darstellung des Stockholmer Appells und der anschließenden weltweiten Unterschriftenkampagne findet sich im ersten Band von Lawrence S. Wittners großer englischsprachiger Trilogie über die Geschichte der Friedensbewegungen nach dem Zweiten Weltkrieg (The Struggle Against the Bomb. Band 1: One World or None, dort vor allem die Kapitel 10 bis 13 über „the communist-led campaign“). Spezialstudien exklusiv zum Stockholmer Appell gibt es aus neuerer Zeit nicht. Freilich bieten diverse Studien zu den nationalen Friedensbewegungen der vierziger und fünfziger Jahre einige Erkenntnisse zu diesem Thema, wenn auch häufig eher am Rande. Sie sind vor allem im Umkreis des Arbeitskreises Historische Friedensforschung sowie der Peace History Society durchgeführt und publiziert worden. Eine organisationsgeschichtliche Darstellung des Weltfriedensrats von Rüdiger Schlaga geht näher auf die politischen Motive für den Stockholmer Appell ein. Auch Studien zur Nachkriegsgeschichte der nationalen kommunistischen Parteien und der pazifistischen, speziell der links-christlichen Organisationen sowie biografische Literatur zu Protagonisten des Appells (Frédéric Joliot-Curie, W. E. B. Du Bois) bieten weiteres Material. Die Entstehungsgeschichte des Textes ist näher beleuchtet in einer Kontroverse zwischen Michel Pinault, dem Biografen von Joliot-Curie, und dem französischen Kommunismusforscher Yves Santamaria.